# KOHD
KOHD est une station de télévision américaine affilié au réseau ABC détenue par le groupe BendBroadband (en) et située à Bend dans l'Oregon sur le canal 9.